# Bažantovití
Bažantovití (Phasianidae) je ptačí čeleď, která zahrnuje argusa, bažanty, bělokury, frankolíny, jeřábky, koroptve, krocany, křepelky, kury, orebice, pávy, satyry, tetřevy, tetřívky a velekury. Tato druhově rozmanitá čeleď k roku 2022 zahrnuje 185 druhů v 54 rodech. Jedná se o rodově i druhově nejpočetnější a nejrozšířenější čeleď řádu hrabavých. Vnitřní fylogeneze bažantovitých zůstává předmětem vědeckých diskusí.

## Zařazení
V minulosti měli krocani a tetřevi své samostatné čeledě. Na podkladě morfologických a molekulárních analýz se většina odborníků přiklonila k názoru, že genetické rozdílnosti těchto skupin nejsou tak veliké, aby byly řazeny do samostatných čeledí. Krocani a tetřevi jsou proto společně s koroptvemi v nových taxonomických systémech řazeni jako podčeledě náležející do čeledě bažantovitých.

## Rozšíření
Bažantovití se vyskytují ve volné přírodě, vyjma Antarktidy, na všech kontinentech mimo polárních oblastí. Preferována stanoviště jsou podle druhu odlišná, většinou se ale zdržují na volném prostranství v blízkosti stromů a křovinatých porostů nebo na okrajích lesů.

## Popis
Bažantovití jsou velikostně velice rozdílní, bývají velcí od 15 do 125 cm váží od 0,5 do 10 kg. Mají krátká, zakulacená křídla která jim neumožňují létat na větší vzdálenosti, jen některé drobné druhy patří mezi stěhovavé. Jsou druhy téměř bez ocasu, jiné ho mají dlouhý až 1 m. Barva peří je různá, od tmavé až po zářivé pestrou. Nohy mají kratší ale silné, dobře uzpůsobené k hrabání, s krátkými prsty zakončenými tupými drápy, mnozí mají ostruhy.
U mnoha druhů je vyvinuta pohlavní dvojtvárnost, kdy samci jsou jinak zbarvení než samice a bývají také větší a těžší nebo mají delší ocas. Na hlavách mohou mít hřebeny nebo po tváří laloky, na hlavě a krku holou vráščitou kůži různě vybarvenou. Zobák mají krátký, silný, někteří mírně zahnutý. Bažantovití převážnou část svého života prožívají na zemi, kde si hledají potravu i odpočívají. Hřadují na stromech, některé druhy tam i odpočívají přes den nebo se ukrývají před nebezpečím.

## Potrava
Jsou to všežravci. Potravu si hledají převážně na zemi, bývají to různá semena travin, luštěnin a jiných bylin, plody, pupeny, hlízy, kořínky i mladé lístky a jehličí. Dokážou si úspěšně vyhrabat různý hmyz a bezobratlé živočichy, uloví i drobné savce, členovce a jiné úměrně velké živočichy. Jsou druhy které potřebují pravidelné místa napájení.

## Rozmnožování
Některé taxony bažantovitých vytvářejí monogamní páry, jiné jsou polygamní a žijí v hejnech. Mnohé druhy vytvářejí páry jen pro období páření, u těch často dochází k obřadnímu předvádění se samce spočívající v tančení, přinášení potravy nebo vystavování pestrých částí těla i v různých hlasových projevech.
Místo pro hnízdo a jeho zřízení zajišťuje samice, většinou je to jen mělký důlek v zemi vystlaný trávou, málo druhů hnízdí na stromech. Snůška může být rozdílně veliká, od 2 do 20 vajec. Inkubace trvá 18 až 29 dnů, na vejce v hnízdě ptáci zasedají až je sneseno poslední. U většiny druhů inkubaci i veškerou péči o kuřata přebírá pouze slepice. Kuřata, po narození pokryta jemných peřím, jsou brzy schopna běhat i sama zobat, do dvou týdnů i poletovat, zůstávají však pod ochranou slepice před predátory i před nepřízni počasí. Dospělosti dosahují za jeden, dva až tři roky, samice většinou dřív než samci.

## Význam
Bažantovití mají pro lidstvo ze všech ptáků asi největší význam, patří k nim dnešní slepice a jejich kuřata, krůty, bažanti, tetřevi a tetřívci objevující se hojně na našich stolech. Důležitých je mnoho dalších druhů které byly od nepamětí našimi prapředky, a mnohde jsou ve velkém doposud, loveny pro jídlo ve všech částech světa. Poskytují také pravidelní každoroční "sportovní vyžití" lovcům při honech.

## Taxonomie
Čeleď bažantovitých je podle posledních fylogenetických rozborů tvořena 4 podčeleděmi se 46 rody:
- Podčeleď bažanti (Phasianinae) – 15 rodů:
  - argus
    - Argusianus Rafinesque, 1815

  - bažant
    - Catreus Cabanis, 1851
    - Crossoptilon Hodgson, 1838
    - Chrysolophus J. E. Gray, 1834
    - Ithaginis Wagler, 1832
    - Lophophorus Temminck, 1813
    - Lophura Fleming, 1822
    - Phasianus Linnaeus, 1758
    - Polyplectron Temminck, 1813
    - Pucrasia G. R. Gray, 1841
    - Rheinardia Maingonnat, 1882
    - Syrmaticus Wagler, 1832

  - páv
    - Afropavo Chapin, 1936
    - Pavo Linnaeus, 1758

  - satyr
    - Tragopan Cuvier, 1829

- Podčeleď koroptve (Perdicinae) – 23 rodů
  - frankolín
    - Francolinus Stephens, 1819

  - koroptev
    - Ammoperdix Gould, 1851
    - Arborophila Hodgson, 1837
    - Haematortyx Sharpe, 1879
    - Lerwa Hodgson, 1837
    - Margaroperdix Reichenbach, 1853
    - Melanoperdix Jerdon, 1864
    - Perdix Brisson, 1760
    - Rhizothera G. R. Gray, 1841
    - Rollulus Bonnaterre, 1791
    - Xenoperdix Dinesen et al., 1994

  - křepelka
    - Anurophasis Oort, 1910
    - Caloperdix Blyth, 1861
    - Coturnix Bonnaterre, 1791
    - Ophrysia Bonaparte, 1856
    - Perdicula Hodgson, 1837

  - kur
    - Bambusicola Gould, 1863
    - Galloperdix Blyth, 1845
    - Gallus Brisson, 1760
    - Ptilopachus Swainson, 1837

  - orebice
    - Alectoris Kaup, 1829

  - velekur
    - Tetraogallus J. E. Gray, 1832
    - Tetraophasis Elliot, 1871

- Podčeleď krocani (Meleagridinae) – 1 rod
  - krocan
    - Meleagris Linnaeus, 1758

- Podčeleď tetřevi (Tetraoninae) – 7 rodů
  - bělokur
    - Lagopus Brisson, 1760

  - jeřábek
    - Bonasa Stephens, 1819

  - tetřívek
    - Centrocercus Swainson, 1832
    - Dendragapus Elliot, 1864
    - Falcipennis Elliot, 1864
    - Tympanuchus Gloger, 1841

  - tetřev
    - Tetrao Linnaeus, 1758

Podle názorů jiných odborníků je podčeleď koroptve pouhým tribem podčeledě bažanti.